# 梁鴻華
梁鴻華（英語：Tony Leung Hung-Wah，1957年—），香港電影編劇、監製和導演，前無綫電視演員。

## 背景
梁鴻華小時候家境富裕，父親是本地大型有名商會的理事會會長，母親在童軍團體中負責唱歌演出。但是後來因為父親對人疏爽兼誤信友人以致家道中落，他在6至7歲時家庭已不再富裕。梁鴻華曾居住在北角蜆殼街，後搬遷到觀塘居住。兄長和姊姊見他經常模仿明星演出，於是推介他向無綫電視報名做童星，由孫郁標負責面試。之後他擔任過兒童節目《跳飛機》主持至中三年級。到了1976年，他正值18至19歲左右，而且仍就讀天主教新民書院中六年級（就讀中學時成績中規中矩。），就投考第6期無綫電視藝員訓練班。當時的面試人是周梁淑怡。1977年，梁鴻華畢業於訓練班後開始參與拍攝電視劇，當年他的同届同學有陳玉蓮、廖安麗、廖偉雄、呂良偉等，往後十年間參演劇集充當配角，並多次參與電影編劇工作。另外他被電視台配音組的高層安排與蕭亮和麥劍秋一起當過報幕員，例如他負責過《近代豪俠傳》當中的報幕。在這段時間，他認識了曾景祥。
梁鴻華在1989年被招攬到洪金寶和岑建勳創立的德寶電影公司任策劃及編劇，期間有不少著名的作品。此前，他在1986年左右已經開始寫劇本。1992年，其籌備已久的嘉利電影公司開張，第一部自組公司監製和編劇的電影《飛虎精英之人間有情》，女主角鄭秀文獲提名最佳新人獎。及後的作品《新房客》，他獲提名「最具創意監製獎」。之後香港電影業衰退，其作品質素和市場也每況愈下。另外，有指他有一部由王喜、黎姿及葉童主演，名為《天使死神》的福音電影在上映四天後，票房收入為零。但梁鴻華本人於2016年接受香港電台節目《守下留情》時已經澄清，這齣電影是免費入場，故此沒有售賣門票，沒有門票收入自然是零票房，有關網絡謠言只是報章記者在無查證之下虛構的事實。近年，即2006年，他成立了慈善機構「新生命動力協會」以培訓新演員，又多做一些發行和製作的工作。

## 幕前演出

### 電視劇（無綫電視）
*以下列表有遺漏，請協助補充相關資料。
| 首播   | 劇集名稱           | 角色       | 備註       |
| 1972年 | 春暉               |            |            |
| 1975年 | 民間傳奇           | 書僮       | 〈望江亭〉 |
| 1978年 | 小李飛刀之魔劍俠情 | 呂鳳仙     |            |
| 1978年 | 陸小鳳之武當之戰   | 無豹       |            |
| 1978年 | 倚天屠龍記         | 夏宵       |            |
| 1979年 | 刀神               | 魔教教徒   |            |
| 1979年 | 楚留香             | 孫學圃     |            |
| 1979年 | 名劍風流           | 程山華     |            |
| 1979年 | 網中人             | 阿有       |            |
| 1980年 | 京華春夢           |            |            |
| 1980年 | 上海灘龍虎鬥       |            |            |
| 1980年 | 千王之王           | 羅四海手下 |            |
| 1980年 | 上海灘             | 阿炳手下   |            |
| 1980年 | 親情               | 師爺陳     |            |
| 1981年 | 楊門女將           | 銀袋長老   |            |
| 1981年 | 前路               |            |            |
| 1981年 | 富貴榮華           | 阿柴       |            |
| 1982年 | 萬水千山總是情     | 郭副官     |            |
| 1982年 | 獵鷹               | 昭         |            |
| 1983年 | 射雕英雄傳         | 朮赤       |            |
| 1983年 | 北斗雙雄           |            |            |
| 1983年 | 警花出更           |            |            |
| 1983年 | 賴布衣妙算玄機     |            |            |
| 1984年 | 鹿鼎記             | 張康年     |            |
| 1984年 | 寶芝林             |            |            |
| 1984年 | 楚留香之蝙蝠傳奇   | 紹長老     |            |
| 1984年 | 秋瑾               | 啟生       |            |
| 1985年 | 皇上保重           |            |            |
| 1985年 | 呂四娘             |            |            |
| 1986年 | 林沖               | 時遷       |            |
| 1986年 | 陸小鳳之鳳舞九天   | 司空摘星   |            |
| 1986年 | 流氓大亨           | 謝創世     |            |
| 1986年 | 神劍魔刀           | 丁常勝     |            |
| 1986年 | 赤腳紳士           | 何嘉偉     |            |
| 1986年 | 倚天屠龍記         | 常遇春     |            |
| 1987年 | 工字打出頭         | 鄧永成     |            |
| 1987年 | 快活良緣           |            |            |
| 1987年 | 書劍恩仇錄         | 童兆和     |            |
| 1988年 | 名門               |            |            |
| 1988年 | 大都會             |            |            |
| 1988年 | 當代男兒           | 孫火佳     |            |
| 1988年 | 太平天國           | 洪仁發     |            |
| 1988年 | 殭屍奇兵           | 邱立一     |            |
| 1989年 | 豪情               | 阿昆       |            |
| 1989年 | 阿辉               | 阿辉       |            |

### 電影
| - 1981年：衝鋒車 - 1982年：城寨出來者 - 1983年：同線車 - 1983年：叔侄·縮窒 - 1984年：癲鳳狂龍 - 1984年：孖襟兄弟 - 1984年：公僕 - 1985年：吉人天相 - 1986年：俾鬼捉 | - 1987年：爛賭英雄 - 1987年：1哥 - 1987年：開心快活人 - 1989年：城市判官 - 1989年：單身貴族 - 1989年：相見好 - 1989年：富貴再三逼人 飾 銀行經理 - 1990年：三人新世界 - 1991年：老表，你好嘢！ | - 1991年：喋血奇兵 - 1991年：富貴吉祥 - 1992年：三人做世界 - 1993年：八仙飯店之人肉叉燒飽 - 1995年：新房客 飾 梁鴻華 - 1996年：金田一手稿之奇異檔案 - 2002年：狙擊目標 - 2003年：天使死神 |

### 其他
- 年分待考：《廚子》（香港電台）

### 綜藝節目
- 1972年：雙星報喜（演出）
- 2014年：兄弟幫（嘉賓）

### 節目主持
- 跳飛機

## 幕後工作

### 編劇作品
| - 1983年：暗渠 - 1986年：俾鬼捉 - 1987年：爛賭英雄 - 1987年：1哥 - 1988年：殺出香港 - 1989年：見好 - 1990年：BB 30 - 1990年：皇家師姐之中間人 - 1990年：三人新世界 - 1990年：江湖最後一個大佬 - 1990年：一咬OK - 1991年：地下兵工廠 - 1991年：海狼 - 1991年：契媽唔易做 - 1991年：老表，你好嘢！ - 1991年：賭尊 - 1991年：富貴吉祥 - 1992年：飛虎精英之人間有情 | - 1993年：的士判官 - 1993年：富貴狂花 - 1994年：拆彈專家寶貝炸彈 - 1994年：一線生機 - 1995年：新房客 - 1996年：殺手三分半鐘 - 1998年：對不起，隊冧妳 - 1999年：反骨仔 - 1999年：山村老屍 - 1999年：人肉玩具 - 2000年：火遮眼 - 2000年：無法無天 - 2000年：陰風耳 - 2000年：亡命之逃 - 2000年：Ｑ畸戀人 - 2000年：山村老屍II色之惡鬼 - 2000年：改正歸邪 - 2001年：趕屍先生 | - 2002年：狙擊目標 - 2003年：野獸特警2003 - 2003年：五個墮落的男女 - 2003年：天使死神 - 2003年：藍寶石指環 - 2003年：流氓經紀 - 2003年：拜錯神 - 2003年：逃犯 - 2005年：飄移凶間 - 2005年：PTU女警之偶然陷阱 - 2005年：魔幻賭船 - 2007年：寄生人 - 2007年：黑道之無悔今生 - 2013年：澀青298-03 - 2014年：舞台劇 變心 - 2022年：冥婚 |

### 監製作品
| - 1992年：飛虎隊之人間有情 - 1993年：的士判官 - 1993年：富貴狂花 - 1994年：拆彈專家之寶貝炸彈 - 1994年：一線生機 - 1995年：新房客 - 1996年：金田一手稿之奇異檔案 - 1996年：殺手三分半鐘 - 1998年：對不起，隊冧妳 - 1999年：驚世核武案 - 1999年：真假刺客 - 1999年：血腥謊言 - 1999年：千年古劍 - 1999年：幻影追兇 - 1999年：虐殺地帶 - 1999年：山村老屍 - 1999年：反骨仔 - 1999年：離奇殺局 - 1999年：人肉玩具 | - 1999年：犯罪天皇 - 1999年：電腦反擊戰 - 1999年：豔舞陷阱 - 2000年：改正歸邪 - 2000年：黑血 - 2000年：山村老屍II色之惡鬼 - 2000年：亡命之逃 - 2000年：Ｑ畸戀人 - 2000年：火遮眼 - 2000年：陰風耳 - 2000年：無法無天 - 2001年：趕屍先生 - 2002年：狙擊目標 - 2003年：藍寶石指環 - 2003年：傷生兒 - 2003年：流氓經紀 - 2003年：拜錯神 - 2003年：野獸特警2003 - 2003年：逃犯 | - 2003年：五個墮落的男女 - 2003年：驚變 - 2003年：天使死神 - 2004年：緣份之謎 - 2004年：中年危機 - 2004年：三個男人故事 - 2004年：兩個爸爸一個家 - 2004年：飄雪六月天 - 2004年：不死廢人 - 2005年：魔幻賭船 - 2005年：飄移凶間 - 2005年：刀客 - 2005年：PTU女警之偶然陷阱 - 2006年：半邊靈 - 2007年：寄生人 - 2007年：黑道之無悔今生 - 2007年：恐懼元素 - 2010年：鐵橋三 - 2013年：澀青298-03 - 2017年：同囚 - 2017年：舞可能 |

### 導演作品
| - 1996年：金田一手稿之奇異檔案 - 1999年：山村老尸 - 1999年：人肉玩具 - 2000年：Q畸戀人 - 2000年：改正歸邪 - 2000年：無法無天 - 2000年：陰風耳 | - 2001年：赶尸先生 - 2002年：狙擊目標 - 2003年：流氓經紀 - 2003年：天使死神 - 2003年：拜错神 - 2003年：五個墮落的男女 - 2003年：野獸特警2003 | - 2003年：藍寶石指環 - 2005年：PTU女警之偶然陷阱 - 2005年：飄移凶間 - 2005年：魔幻賭船 - 2007年：黑道之無悔今生 - 2013年：澀青298-03 - 2022年：冥婚 |

### 製片
- 1996年：殺手三分半鐘

### 燈光
- 1996年：四個32A和一個香蕉少年

### 策劃
- 1990年：江湖最後一個大佬
- 1991年：海狼
- 1991年：老表，你好嘢！
- 1991年：契媽唔易做
- 1991年：地下兵工廠
- 1992年：三人做世界
- 1992年：飛虎精英之人間有情

### 出品人
- 2013年：澀青298-03

### 動作設計
- 1996年：四個32A和一個香蕉少年

## 軼聞
- 梁鴻華於1970年代曾在灣仔的酒吧與溫拿樂隊互替演出。他負責的位置是貝斯手。後來於1980年代之後不再參與樂隊演出，因為他知道當時「夾 Band」是不能糊口的。另外，他也把自己的結他賣掉，只留下一支質素好的麥克風。

## 外部連結
- 梁鴻華在互联网电影资料库（IMDb）上的資料（英文）（英文）
- 梁鴻華在香港影庫上的簡介
- 梁鴻華在豆瓣上的资料（简体中文）
- 梁鴻華在时光网上的簡介（简体中文）